# Osman Bölükbaşı
Osman Bölükbaşı (* 1913 in Hacıbektaş, Osmanisches Reich; † 6. Februar 2002 in Ankara, Türkei) war türkischer Hochschullehrer, Politiker und Parteivorsitzender. Der charismatische Redner wurde für seine Schlagfertigkeit vom Volk als Wirbelwind Anatoliens (türkisch: Anadolu Fırtınası) bezeichnet.

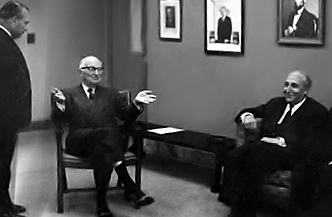
Der US-amerikanische Präsident Harry S. Truman trifft sich mit dem Vorsitzenden der MP, Osman Bölükbaşı (rechts), in Washington, D.C. (12. April 1949).

## Frühes Leben
Bölükbaşı wurde 1913 in Hacıbektaş geboren. Die Sekundarstufe beendete er in Istanbul. Er studierte danach Mathematik an der Universität Nancy in Frankreich und schloss das Studium 1937 ab. Ein Jahr später kehrte er in die Türkei zurück und arbeitete als Assistent Fatin Gökmens am Kandilli-Observatorium in Üsküdar. 1940 nahm er eine Stelle als Lehrer an der Hochschule Haydarpaşa an und blieb dort bis 1946.

## Politische Karriere
Seine politische Karriere begann, als er durch Fatin Gökmen den Mitbegründern der Demokratischen Partei (DP), Mehmet Fuat Köprülü und Celâl Bayar, vorgestellt wurde und 1946 in die Partei eintrat. Obwohl er innerhalb der DP schnell aufstieg, verließ er die Partei 1947 wegen einer Kontroverse um die Kritik an der regierenden Republikanischen Volkspartei (CHP).
Am 20. Juli 1948 gründete er mit dem ehemaligen Generalstabschefs Fevzi Çakmak und anderen die nationalistische Nationspartei (Millet Partisi, MP). Doch 1949 wurde Bölükbaşı aufgrund einer Verschwörung gegen Celal Bayar und den Vorsitzenden der CHP İsmet İnönü festgenommen. Kurze Zeit später wurde er wieder freigelassen.
Bei den Parlamentswahlen 1950 konnte Bölükbaşı als einziger der MP ein Mandat in seiner Heimatprovinz Kırşehir gewinnen und zog zum ersten Mal in die türkische Nationalversammlung ein. Kurze Zeit später wurde die MP 1953 aufgrund von „antisäkularen Umtrieben“ verboten. Die MP-Mitglieder gründeten die Nachfolgepartei Republikanische Nationspartei (Cumhuriyetçi Millet Partisi, CMP). Die CMP konnte 1954 fünf Parlamentssitze gewinnen, die alle wie Bölükbaşı aus Kırşehir stammen.
Der Wahlsieger DP hob daraufhin den Status der Provinz Kırşehir auf und schloss es der Nachbarprovinz Nevşehir an. Zwar wurde Kırşehir ab Juni 1957 per Gesetz wieder eigenständig, aber drei Landkreise – darunter auch der Geburtsort Bölükbaşıs – verblieben bei Nevşehir. Bölükbaşı reagierte auf diesen Parlamentsbeschluss empört und erhielt eine Disziplinarstrafe. Weil er sich im Zuge dieser Abstimmung auf dem Korridor des Parlaments mit dem DP-Abgeordneten Ahmet Kocabıyıkoğlu eine Prügelei lieferte, wurde seine Immunität aufgehoben. Er wurde wegen Beleidigung des Parlaments im Juli 1957 verhaftet und verurteilt.
Bei den nächsten Wahlen am 27. September 1957 konnte Bölükbaşı wieder ein Mandat gewinnen und leistete seinen parlamentarischen Eid in Pyjama vor seinen Zellengenossen im Zentralgefängnis Ankara. Kurze Zeit später kam er im Oktober 1957 wegen seiner wieder erlangten Immunität frei.
Um eine stärkere Oppositionspartei zu bilden, fusionierte die CMP 1958 mit der Bauernpartei der Türkei (Türkiye Köylü Partisi, TKP) zur Republikanischen Bauern-Volkspartei (Cumhuriyetçi Köylü Millet Partisi CKMP). Bölükbaşı wurde 1959 zu zehn Monaten Gefängnis verurteilt.
Nach dem Sturz der DP von Adnan Menderes durch den Militärputsch in der Türkei 1960 war Bölükbaşı als Repräsentant der CKMP Mitglied der Verfassunggebenden Versammlung (Kurucu Meclis). Bölükbaşı sah den Putsch als gerechtfertigt an. Bei den Wahlen 1961 gewann er diesmal ein Mandat für Ankara, verweigerte aber in seiner typischen Art und Weise eine Koalition mit der CHP. Er verließ 1962 mit 28 Abgeordneten wegen interner Streitigkeiten die CKMP und gründete im Juni 1962 die Millet Partisi wieder. Später wurde Bölükbaşı Koalitionspartner der CHP İsmet İnönüs. 1965 wurde die MP Teil der Regierung von Ministerpräsident Suat Hayri Ürgüplü aus der Gerechtigkeitspartei (AP). Bölükbaşı selbst wurde kein Kabinettsmitglied und kritisierte weiterhin die Regierung. Seine ehemalige Partei CKMP änderte im Februar 1969 ihren Namen in Partei der Nationalistischen Bewegung (MHP) um.

## Spätere Jahre
Osman Bölükbaşı trat 1972 vom Amt des Parteivorsitzenden der MP zurück. Als Gründe galten die Meinungsverschiedenheiten innerhalb der Partei und die Ungerechtigkeiten der Parteimitglieder gegen einen guten Freund Bölükbaşıs namens Hasan Koçdemir. Wenig später gab er am 9. September 1973 sein Mandat als Abgeordneter der Provinz Ankara, das er seit 1961 innehatte, ab und zog sich aus der aktiven Politik zurück.
Obwohl stets viele Menschen seinen Wahlkampagnen beiwohnten, beklagte er, dass er zwar viele Zuhörer habe, aber nur wenige für ihn stimmten.
Am 6. Februar 2002 starb Bölükbaşı an Lungenversagen im Universitätshospital Ankara. Sein Leichnam wurde zwei Tage später nach einer Trauerzeremonie in der Kocatepe-Moschee auf dem Städtischen Friedhof Cebeci beigesetzt. Bölükbaşı war mit Mediha Bölükbaşı (geborene Büyükyağcıoğlu) verheiratet und sein Sohn Ahmet Deniz Bölükbaşı war Botschafter der Türkei und hoher Funktionär innerhalb der MHP.